# Réunions damlandslag i fotboll
Réunions damlandslag i fotboll representerar den franska ön Réunion i fotboll på damsidan. Dess förbund är Ligue Réunionnaise de Football. Laget är inte erkänt av Fifa.